# Olle Olsson (handbollsspelare)
Nils Olle Bernhard Olsson, född 1 juni 1948 i Lund, död 26 juni 2024, var en svensk handbollstränare och tidigare handbollsspelare (niometersspelare).

## Klubbkarriär
Olle Olsson började spela handboll i Lugi vid 12 års ålder. Han inledde sin elitkarriär i Lugi våren 1964 i dåvarande division 2, näst högsta serien. Lugi avancerade till allsvenskan så hösten 1964 debuterade han där 16 år gammal. 1970 när han gjorde militärtjänst spelade han ett år för IF Saab. Året efteråt återvände han till Lugi. Totalt spelade han 136 matcher för Lugi och gjorde 523 mål på dessa. Han slutade spela för Lugi HF 1975 och började då studera på Gymnastik- och idrottshögskolan (GIH) för att bli handbollstränare. 1975 började han spela i AIK och blev också spelande tränare där. Han spelade för AIK alla studieåren men 1980 återvände han till Skåne. Han avslutade sin spelarkarriär 1980.

## Landslagskarriär
Olle Olsson spelade 73 landskamper åren 1967 till 1977. 1972 deltog han vid OS i München. Han fick spela fyra matcher och noterades för två mål i turneringen. OS 1972 var hans mästerskapsdebut. Han spelade sedan också i VM 1974 i Östtyskland där Sverige kom elva. Landslagskarriären bjöd alltså inte på några stora meriter.

## Tränarkarriär
Olsson började tränarkarriären som spelande tränare i AIK. Han spelade fortfarande landskamper till 1977. 1980 lade AIK ned sin handbollsverksamhet, som inte återupptogs förrän 2003. 1980 blev Olsson istället tränare i IFK Kristianstad 1980–1982 men nu endast vid sidan om spelplanen. Han introducerade modern träning i klubben fyra dagar i veckan och hård uppbyggnadsträning på försäsongen. Det var lite av en chock för IFK-spelarna, som varit vana vid betydligt mindre träning.
Från 1982 till 1990 var han tränare i sin moderklubb Lugi. Han tog över efter Bertil Andersén och laget var av god kvalitet. Under hans tid som tränare nådde man semifinal i både EHF-cupen och Cupvinnarcupen och var nära att slå ut CSKA Moskva i ena semifinalen. Efter åtta år ville Olle Olsson ha omväxling och han började sin internationella karriär i Norge. Han blev i IL Norrøna, Bergen i Norge, i tre år men sedan styrde han kosan till Danmark där han tränade Virum-Sorgenfri HK, som på 1990-talet var en toppklubb i Danmark och vann danska mästerskapet 1997.
Olsson fick sedan uppdrag som förbundskapten för Japan under två år. Efter Japan blev han tränare för VfL Gummersbach i Bundesliga i ett år innan han 1999 återvände till Lugi. 1999–2000 hade han Tomas Westerlund som assisterande tränare. Tränarkarriären avslutades i Saudiarabien, som han lämnade efter två år.
I en artikel i Aftonbladet från 2003 berättar han om det mygel med mutor och korruption som förekommer i Asiatiska handbollsförbundet. Han åkte efter detta till Egypten, som visat intresse för hans tjänster, men det blev inget av med det tränaruppdraget.

## Privatliv
Olle Olsson bodde under senare delen av sitt liv på spanska solkusten. År 2018 drabbades han av en svår hjärtinfarkt. Samma år spelade journalisten Glenn Göransson in en längre intervju med Olsson, som sändes i tre delar, om hela hans karriär som spelare och tränare.